# Sorry, Baby
Sorry, Baby ist ein US-amerikanischer Spielfilm von Eva Victor aus dem Jahr 2025. In mehreren Kapitel und nicht chronologischer Reihenfolge erzählt, stellt die Tragikomödie eine junge Akademikerin in den Mittelpunkt, die versucht, einen sexuellen Übergriff auf sich zu verarbeiten. Die Hauptrolle übernahm Regisseurin und Drehbuchautorin Victor, die zuvor als Content Creatorin humoristischer Videos Bekanntheit erlangt hatte. In weiteren Rollen sind Naomi Ackie, Louis Cancelmi, John Carroll Lynch und Lucas Hedges zu sehen. Die Weltpremiere fand Ende Januar 2025 im Rahmen des Sundance Film Festivals statt.

## Handlung
Der Film ist in fünf nicht chronologische Kapitel unterteilt. Die erzählen einen Moment im Leben der brillanten Englisch-Studentin und späteren Juniorprofessorin Agnes, die an einer Hochschule in Massachusetts studiert. Sie lebt mit ihrer besten Freundin Lydie zusammen, die Agnes dazu ermutigt, eine Affäre mit ihrem beliebten Doktorvater Professor Decker zu beginnen. Nachdem sie Opfer eines sexuellen Übergriffs durch Decker geworden ist, trifft Agnes in der Folge auf gefühllose Ärzte und College-Bürokratie, die den Vorfall am liebsten verschleiern möchte. Auch verfällt sie in Depressionen und Suizidgedanken. Lydie versucht ihrer Freundin beizustehen, zieht aber bald nach New York, wo sie mit ihrer lesbischen Lebensgefährtin eine Familie gründet. Trost erhält Agnes schließlich von einem kleinen Kätzchen, das sie bei sich aufnimmt.
Nach ihrem erfolgreichen Studienabschluss beginnt Agnes an ihrer Hochschule selbst zu unterrichten. Sie verteidigt in ihrem Seminar unter anderem Vladimir Nabokovs Lolita und lässt andere Sichtweisen auf den Roman zu. Sie wird als Geschworene für eine Gerichtsverhandlung verpflichtet und beginnt eine Affäre mit ihrem freundlichen und zerstreuten Nachbarn Gavin, obwohl es ihr schwerfällt nach dem Vorfall Intimität herzustellen. Einen der seltenen Momente, in denen Agnes überraschend echtes Mitgefühl entgegengebracht wird, erfährt sie durch einen Ladenbesitzer. Dieser hört ihr zu und teilt sein Sandwich mit ihr, nachdem er sie zuvor noch angeschrien hatte, da sie den Parkplatz seines Geschäfts blockiert hatte.
Am Ende des Films wird Agnes von Lydie und ihrer Partnerin besucht, die gerade ein Kind bekommen haben. Agnes entschuldigt sich in einem Schlussmonolog bei dem Neugeborenen für die unvermeidlichen Enttäuschungen, die ihm in seinem Leben begegnen werden.

## Veröffentlichung und Rezeption
Sorry, Baby, das Spielfilmdebüt von Eva Victor, wurde am 27. Januar 2025 beim 41. Sundance Film Festival uraufgeführt. Dort war das Werk in den Hauptwettbewerb für US-amerikanische Spielfilme (englisch: „U.S. Dramatic Competition“) eingeladen worden. Im Mai 2025 soll Sorry, Baby bei den Internationalen Filmfestspielen in Cannes als Abschlussfilm der Quinzaine des cinéastes gezeigt werden. Kritiker der Online-Portale The Hollywood Reporter, IndieWire, Screen International, Variety und TheWrap lobten den Film nach seiner Premiere sowie die Schauspielleistung von Hauptdarstellerin Victor als Agnes. Kate Erbland (IndieWire) vergab die Schulnote „A-“ (deutsches Schulsystem: 1-) und betitelte den Film als „düster-komisches und enorm zärtliches Drama“ sowie als „großes Debüt“. Jon Frosch (The Hollywood Reporter) erinnerte Victor in ihrem Spiel an Greta Gerwig, Vicky Krieps sowie etwas an Phoebe Waller-Bridge. Sie gehöre wie Gerwig, Lena Dunham, Ilana Glazer und Jenny Slate in die Reihe „zeitgenössischer Komikerinnen des Chaos und des Unbehagens“. Ihre Agnes sei „eine Frau, die mit Humor“ ausweiche und ablenke, „um sich nicht mit den schwierigeren Momenten und härteren Realitäten des Lebens zu verheddern“, so Frosch.
Von den auf der Website Rotten Tomatoes aufgeführten über 20 Kritiken sprechen alle eine Filmempfehlung aus bei einer durchschnittlichen Bewertung mit 8,3 von 10 möglichen Punkten. Ein ähnliches Bild hinsichtlich der Bewertung ergibt sich auf der Website Metacritic. Dort erhielt Victors Regiearbeit 88 von 100 möglichen Punkten, basierend auf zehn ausgewerteten englischsprachigen Kritiken. Dies entspricht hinsichtlich ausgewerteter Rezensionen allgemeine Anerkennung („Universal Acclaim“).
In einem Bieterwettstreit sicherte sich A24 die Verleihrechte für den US-amerikanischen Markt für mutmaßlich 8 Millionen US-Dollar.

## Auszeichnungen
Sorry, Baby erhielt beim Sundance Film Festival 2025 eine Einladung in den Wettbewerb um den Hauptpreis für den besten US-amerikanischen Spielfilm. Dort wurde Eva Victor mit dem Drehbuchpreis geehrt.